# Lokošin Dol
Lokošin Dol – wieś w Chorwacji, w żupanii zagrzebskiej, w mieście Jastrebarsko. W 2011 roku liczyła 95 mieszkańców.